# Bouédou
Bouédou (auch: …) ist ein ephemeres Gewässer ähnlich einer Fiumara, in Anjouan, im Inselstaat Komoren in der Straße von Mosambik.

## Geographie
Der Flusslauf verläuft bei Harembo und mündet dort an der Ostküste von Anjouan in die Straße von Mosambik.